# Hardyal Singh
Hardyal Singh (Distrito de Lucknow, Uttar Pradesh, 28 de noviembre de 1928 - Dehradun, 17 de agosto de 2018) fue un jugador de hockey sobre hierba indio. Formó parte del equipo de la selección india que consiguió el oro en los Juegos Olímpicos de Melbourne de 1956.